# Bitwa pod Noiseville
Bitwa pod Noiseville – starcie zbrojne, które miało miejsce pomiędzy 31 sierpnia, a 1 września 1870 roku w trakcie wojny francusko-pruskiej.
Francuska armia, dowodzona przez François Achille'a Bazaine'a, wyruszyła z Metzu i spotkała się z 2. armią pruską, dowodzoną przez księcia Fryderyka Karola. Po początkowych sukcesach w ciągu dnia, Francuzi zostali zmuszeni do ponownego odwrotu do miasta Metz po tym jak Prusacy odpowiedzieli kontratakiem na siły francuskie, który nastąpił następnego dnia. Ogólne straty francuskie wyniosły 3 379 zabitych żołnierzy oraz 145 oficerów, natomiast Prusacy stracili 2 800 żołnierzy oraz 126 oficerów.